# Gerald Olszewski
Gerald Olszewski (28 luglio 1966) è un ex giocatore di football americano e allenatore di football americano tedesco, che ha giocato come offensive lineman.

## Palmarès
- 1 Europeo (2010[1])
- 1 Eurobowl (Düsseldorf Panther, 1995)
- 1 EFAF Cup (Berlin Adler, 2008)
- 4 German Bowl (Düsseldorf Panther, 1992, 1994, 1995; Berlin Adler, 2004)